# 大沃爾昌卡河
大沃爾昌卡河是俄羅斯的河流，屬於索西瓦河的右支流，由斯維爾德洛夫斯克州負責管轄，河道全長66公里，流域面積525平方公里，河水主要來自雨水和地下水。